# ستايسي
ستايسي (بالملايوية: Stacy)‏ هي موسيقية ومغنية ماليزية، ولدت في 18 أغسطس 1990 في كوتا كينابالو في ماليزيا.

## وصلات خارجية
- ستايسي على موقع ميوزك برينز (الإنجليزية)